# انبارآلوم
اَنبارالوم (Anbar olum) شهری است در استان گلستان ایران. این شهر از توابع شهرستان آق‌قلای این استان و مرکز بخش جدیدی به نام بخش وشمگیر است.
رودخانه گرجوان پس از انحراف به سوی غرب و آمیختن با رودخانه چاه علی در سه کیلومتری شرق انبار آلوم، به گرگان رود می‌ریزد.
شهروندان انبارالوم، عمدتاً از ترکمن‌ها و سیستانی ها تشکیل شده‌است و اقوام بخش وشمگیر عمدتاً ترکمن‌ و سیستانی می‌باشند.
انبارالوم در توسعهٔ اقتصادی استان گلستان نقش ویژه ای دارد. وجود زمین‌های مناسب کشاورزی در حوزهٔ جغرافیائی انبارالوم باعث شده‌است که این شهر از مناطق عمدهٔ کشت پنبه، گندم و جو در استان گلستان باشد و یک کارخانهٔ تمام اتوماتیک دانه‌بندی و بوجاری در این شهر قرار دارد.

## جمعیت
بر پایه سرشماری عمومی نفوس و مسکن در سال ۱۳۹۵ جمعیت این شهر ۷٬۰۰۳ نفر (۱٬۹۶۰ خانوار) بوده‌است.

## معنای نام
انبار یعنی محل انباشت غله و اُلوم یعنی گذرگاه؛ بنابراین به معنی گذرگاهی‌ست که محل نگهداری غله می‌باشد.